# Čenta
Čenta (cyr. Чента) – wieś w Serbii, w Wojwodinie, w okręgu środkowobanackim, w mieście Zrenjanin. W 2011 roku liczyła 3050 mieszkańców.